# Angra (Band)
Angra ist eine Power-Metal-Band aus Brasilien.

## Geschichte
Angra („Göttin des Feuers“ in der brasilianischen Mythologie) wurde 1991 von Andre Matos und Rafael Bittencourt ins Leben gerufen. Luis Mariutti, Kiko Loureiro und Marco Antunes schlossen sich ihnen an.
Wenige Wochen später nahmen sie das Demo Reaching Horizons auf. Als 1993 das Debütalbum Angels Cry erschien, hatte Marco Antunes die Band bereits verlassen. Auf diesem Album spielt deshalb Alex Holzwarth (Sieges Even, Rhapsody of Fire) als Session-Musiker das Schlagzeug. Kurz nach den Aufnahmen stieß Ricardo Confessori als neuer Schlagzeuger dazu. In dieser Besetzung erschienen die beiden Alben Holy Land und Fireworks.
Im Jahr 2000 verließen Andre, Luis und Ricardo aufgrund von Differenzen mit dem Management die Band und gründeten zusammen mit Luis’ Bruder Hugo eine neue Gruppe namens Shaman. Sie wurden von Eduardo Falaschi, Aquiles Priester und Felipe Andreoli ersetzt.
2001 erschien mit Rebirth ein weiteres Album, von der darauf folgenden Tour wurde 2002 ein Doppel-Livealbum veröffentlicht. 2004 erschien das Konzeptalbum Temple of Shadows, das die Geschichte eines Kreuzritters erzählt. Auf diesem sind unter anderem Hansi Kürsch (Blind Guardian) und Kai Hansen (Gamma Ray) als Gastmusiker vertreten. Ihr Album Aurora Consurgens ist 2006 erschienen und ist inspiriert von dem gleichnamigen alchemistischen Traktat aus dem 15. Jahrhundert, welches fälschlicherweise häufig Thomas von Aquin zugeschrieben wird.
Seit 2013 ist Fabio Lione Sänger der Band. Ursprünglich wurde er als Interimslösung vorgestellt. Im Mai 2014 gab Ricardo Confessori bekannt, dass er die Band erneut verlassen werde. Später wurde er durch den Schlagzeuger Bruno Valverde ersetzt.

## Diskografie
Studioalben
- 1993: Angels Cry (CD/LP/MC; Eldorado Records) Erschien in insgesamt 20 Versionen weltweit.
- 1996: Holy Land (CD/2xCD/MC; Paradoxx Music) Erschien in insgesamt 20 Versionen weltweit.
- 1998: Fireworks (CD/LP/MC; Paradoxx Music) Erschien in insgesamt 19 Versionen weltweit.
- 2001: Rebirth (CD/CDR/MC; Steamhammer / SPV) Erschien in insgesamt 14 Versionen.
- 2004: Temple of Shadows (CD/CD+DVD-V; Steamhammer / SPV) Erschien in insgesamt 13 Versionen.
- 2006: Aurora Consurgens (CD; Steamhammer / SPV) Erschien in insgesamt 8 Versionen.
- 2010: Aqua (CD/2xLP; Steamhammer / SPV) Erschien in insgesamt 10 Versionen.
- 2015: Secret Garden (CD/2xCD/CDR; Ear Music / Universal Music) Erschien in insgesamt 8 Versionen.
- 2018: Ømni (CD/CD+DVD-V/AAC; Ear Music / Universal Music) Erschien weltweit in insgesamt 10 Versionen.
- 2023: Cycles of Pain (CD/2xCD/2xLP; Atomic Fire)

Konzertalben und Videoalben
- 1997: Holy Live (CD; Rising Sun Productions)
- 2002: Live in Rio de Janeiro 2001 (DVD; Eigenvertrieb) Exklusiv im Fanclub vertrieben.
- 2002: Rebirth World Tour - Live in São Paulo (2xCD/DVD-V/VHS; Paradoxx Music) Erschien in insgesamt 13 Versionen.
- 2013: Angels Cry - 20th Anniversary Tour (CD/2xCD/DVD-V/DVD-V+CD/BD/BD-R; Ear Music) Erschien in insgesamt 9 Versionen.
- 2018: Ømni Live (2xCD; Victor)

Kompilationen
- 2012: Best Reached Horizons (CD/2xCD/CD+DVD-V/HDCD+DVD-V; Steamhammer / SPV)
- 2018: On the Backs of Angels(2xCD, Victor)

Singles und EPs
- 1994: Evil Warning (CD; Victor Music)
- 1995: Live Acoustic at FNAC (CD; CNR Music)
- 1996: Make Believe (CD; CNR Music France) Exklusiv in Frankreich erschienen.
- 1996: Freedom Call (CD; Rising Sun Productions) Erschien in insgesamt 11 Versionen.
- 1998: Lisbon (CD; Paradoxx Music)
- 1998: Rainy Nights (CD; CNR Music)
- 1999: Acoustic...And More (CD; Lucretia Records)
- 2002: Hunters and Prey (CD/MC; Steamhammer / SPV) Erschien in insgesamt 8 Versionen.
- 2004: Wishing Well (CD; Rakibitiou)
- 2006: The Course of Nature (CD; Steamhammer / SPV)
- 2010: Arising Thunder (CDR/MP3; Eigenvertrieb)
- 2010: Lease of Life (CD; Voice Music)
- 2014: Newborn Me (AAC; Eigenvertrieb)
- 2017: Travelers of Time (MP3; Eigenvertrieb)
- 2023: Angra ilumina Sonastério (MP3; Eigenvertrieb)

Demos
- 1992: Reaching Horizons (CD/MC; Eigenvertrieb) Deutschland-Vertrieb durch Limb Music Publishing.
- 1996: Eyes of Christ (CD; Eigenvertrieb)
- 2001: Acid Rain (CD; Rock Brigade Records)
- 2004: 5th Album Demos (CD; Eigenvertrieb)

Splits
- 1995: Eldritch/Angra (CD; CNR Music)
- 1996: En Tournée mit Vanden Plas (CD; CNR Music)
- 1998: Heavy Metal Rendez Vous mit Time Machine (CD; Lucretia Records International)
- 1999: Tournée française mit Edguy, Freedom Call(CD; Wagram Music)

Sonstige Veröffentlichungen
- 1998: The Holy Box (3xCD; Lucretia Records International)
- 1998: Angels Cry / Holy Land (2xCD; Steamhammer / SPV)
- 2004: Freedom Call / Holy Live (2xCD; Steamhammer / SPV)
- 2004: Ark of Shadows (CD; Rock Brigade Records)
- 2017: Angra (5 Original Albums in 1 Box) (5xCD; Steamhammer / SPV)

Musikvideos
- 1993: Time
- 1993: Carry On
- 1993: Wuthering Heights
- 1996: Make Blieve (Regie: Kiko Araújo)
- 2002: Rebirth
- 2002: Pra Frente Brasil
- 2004: Wishing Well (Regie: Lecuk Ishida)
- 2004: Waiting Silence
- 2006: The Course of Nature (Regie: Carina Zaratin, Fred Ouro Preto)
- 2010: Lease of Life (Regie: Ricardo Guidara)
- 2010: Bleeding Heart
- 2013: Stand Away (feat. Tarja Turunen) (Regie: Drico Mello)
- 2014: Storm of Emotions (Regie: Drico Mello)
- 2015: Final Light (Regie: Drico Mello)
- 2015: Black Hearted Soul (Regie: Drico Mello)
- 2016: Silent Call (Regie: Jens Bogren)
- 2016: Synchronicity II (The Police Cover) (Regie: Drico Mello, Tony Tiger)